# Girolamo Segato
Girolamo Segato (13. června 1792 – 3. února 1836) byl italský malíř, zeměpisec a egyptolog.

## Život
Narodil se v roce 1792 v klášteře ve Vedaně a dostal se do Egypta téměř náhodou, tak jako mnoho cestovatelů v té době.
Při hledání práce odjel Segato do Benátek, kde byl představen Annibale de Rossettimu, jenž mu nabídl místo u velké obchodní firmy, kterou vedla terstská rodina De Rossetti v Káhiře. Segato tedy odjel do Egypta, kde zůstal pět let, až do roku 1823. Oproti ostatním se příliš nevěnoval hledáním památek, ale věnoval se kreslení map a topografických nákresů na příkaz syna Muhammada Alího, Chedive Izmaila. Poté se zaměřil na monumenty, které postavili faraonové nedaleko města, nejčastěji v oblasti Sakkáry a Abúsíru.

### Výpravy
V roce 1820 se účastnil velkého vojenského tažení, který vedl třetí syn Muhammada Alího, Izmail Paša. Odjel z Káhiry 6. května do Asuánu a následně se vrátil 29. listopadu zpět. Po jeho výpravě nashromáždil ohromné množství map a výkresů.
Segato podnikl další výzkumnou cestu, když doprovázel výpravu pruského barona Minutoliho do Libyjské pouště na západ od Nilu. Dospěl až do oázy Síva, kde byla nalezena sluneční studánka, za doby Alexandra Velikého.
Po návratu z této cesty se vrátil do Káhiry a věnoval se zkoumání archeologického pásma v Sakkáře a zejména stupňovité pyramidy, do které později našel jako první v moderní době vchod. Pořídil si první vědeckou dokumentaci této památky.
Zemřel roku 1836 a byl pohřben v katedrále Svatého kříže ve Florencii.